# Ben Nicholson
Benjamin Lauder "Ben" Nicholson, född 10 april 1894 i Denham, Buckinghamshire, död 6 februari 1982 i London, var en brittisk målare. Båda hans föräldrar var också konstnärer. 

## Biografi
Nicholson studerade på Gresham's School i Norfolk åren 1905–1910 och på Slade School of Fine Art i London åren 1910–1911. Mellan åren 1911 och 1914 var han i Frankrike, Italien och Spanien. Under en kortare period (1917–1918) bodde han i Pasadena, Kalifornien, USA.  
Hans första separata utställning hölls på Adelphi Gallery i London 1922. Kort tid därefter började han måla abstrakta målningar, influerade av syntetisk kubism. Från 1927 kom hans måleri bli mer präglat av en mer primitiv stilart, inspirerad av Henri Rousseau och av ett tidigt folkloristiskt engelskt drag. 
Från 1931 bodde Nicholson i London; han umgicks med Barbara Hepworth och Henry Moore. År 1932 besökte Nicholson och Hepworth Jean Arp, Constantin Brancusi, Georges Braque och Pablo Picasso i Frankrike. Jean Hélion och Auguste Herbin övertalade både Nicholson och Hepworth att ansluta sig till "Abstraction-Création", året var 1933. Samma år gjorde Nicholson sin första trärelief. Under de nästföljande åren besökte han bland andra Piet Mondrian. Nicholson gifte sig med Barbara Hepworth och 1937 anslöt han sig till gruppen "International Survey of Constructivist Art".
När paret Nicholson 1939 flyttade till Cornwall avslutade han sitt landskapsmåleri och påbörjade ett nytt sätt att måla, nämligen att skulptera abstrakta reliefer med färgpåläggningar. Åren 1945–46 gick han från reliefer till linjärt, abstrakt måleri. Nicholson fick ett uppdrag 1952 att måla en muralmålning till “the Time-Life Building” i London. 1954 gjorde han en retrospektive utställning på Venedigbiennalen, Tate Gallery i London och 1955 vid Stedelijk Museum, Amsterdam. Under hela 1950-talet och i början av 1960-talet reste paret Nicholson till Vik på Österlen, Sverige för att koppla av och umgås med svenska konstnärskollegier, däribland Wille Weberg.
År 1956 fick han det första Guggenheimpriset. År 1958 flyttade Nicholson till Castagnola, Ticino kanton, Schweiz. Här konstruerade han återigen ett flertal målade reliefer. 1964 gjorde han en väggrelief i betong för Documenta III-utställningen i Kassel, dåvarande Västtyskland. 1968 blev han tilldelad Förtjänstorden ur drottning Elizabeth II:s hand. Albright-Knox Art Gallery, Buffalo, USA organiserade 1978 en retrospektiv utställning av Nicholsons arbeten. Nicholson är representerad vid bland annat Göteborgs konstmuseum.